# 松江河镇

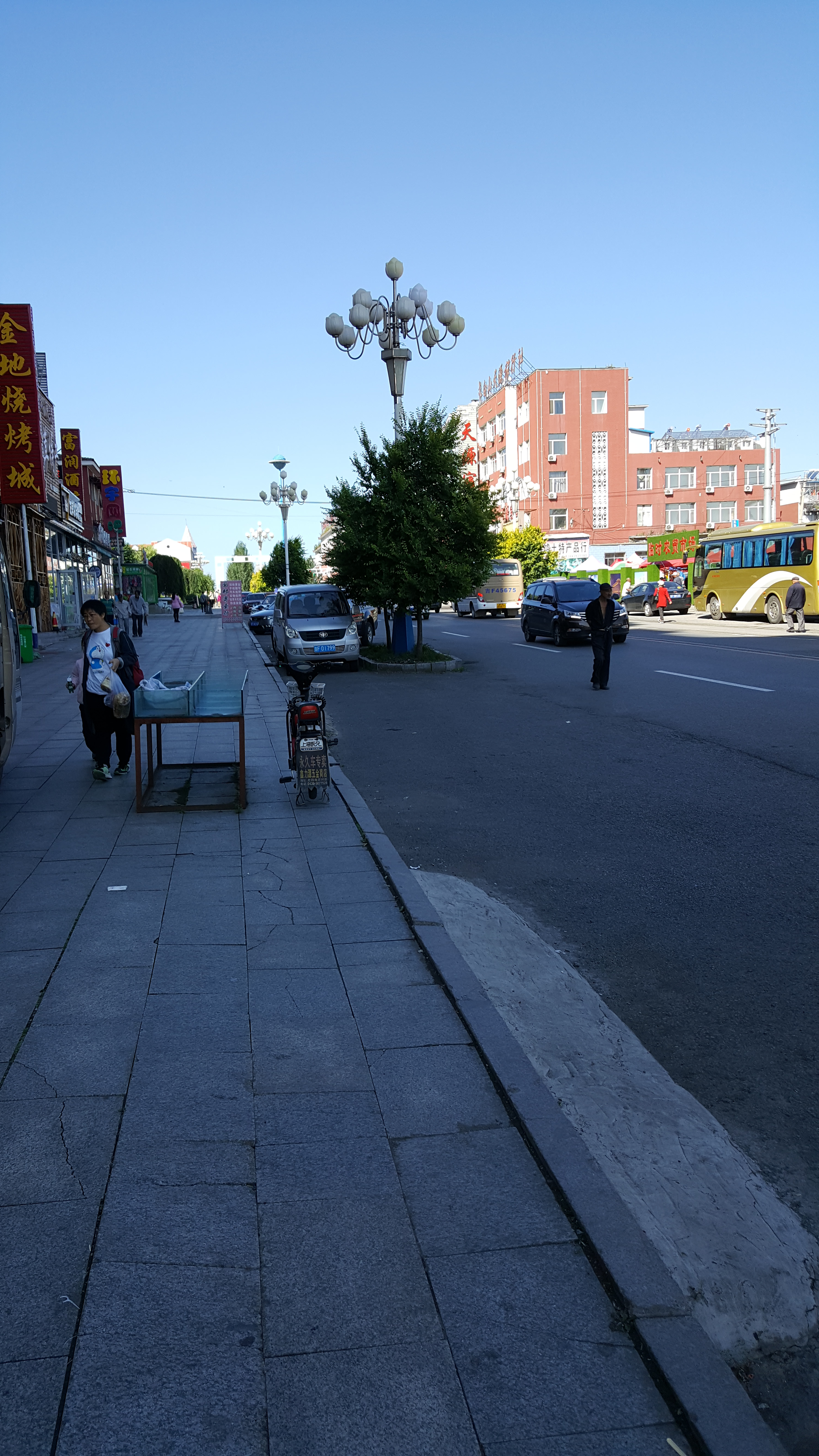
松江河镇街景

松江河镇，是中华人民共和国吉林省白山市抚松县下辖的一个乡镇级行政单位，被称为长白山下第一镇。
建有长长高速、松江河站火车站、长白山机场等公共交通枢纽。

## 行政区划
松江河镇下辖以下地区：
工农社区、白山社区、松江社区、站前社区、红旗社区、东林社区、站前村、北站村、长青村和东站村。